# Азиз Бехич
Азиз Бехич (енгл. Aziz Behich; 16. децембар 1990) аустралијски је фудбалер који тренутно наступа за ПСВ Ајндховен и репрезентацију Аустралије.

## Каријера
Дебитовао је 2008. године за екипу Грин Гули, у којем је провео једну сезону, а играо је на 31 првенственом мечу. Током 2009. и 2010. бранио је боје екипе Мелбурн Викторија.
У 2010. години, након кратког боравка у Хум ситију, потписао је уговор са клубом Мелбурн Харт, провео је наредне три године у том клубу. Био је углавном стандардни првотимац.
Године 2013. придружио се турском клубу Бурсаспор, и исте године је позајмљен тиму Мелбурн Харт, где је провео годину дана.
Након једногодишње позајмице, вратио се у Бурсаспор. Од тада је одиграо за екипу из Бурсе преко 100 утакмица у турском првенству.

## Репрезентација
Рођен је у породици турских емиграната са Кипра. Због тога је имао право да игра у репрезентацији Турске или Кипра, али се одлучио за родну Аустралију.
У 2012. години дебитовао је на званичним утакмицама у репрезентацији Аустралије. Постигао је два гола.
Као део репрезентације, био је члан Азијског купа 2015. одржаног у Аустралији и Купа конфедерација 2017. године у Русији.
На Светском првенству 2018. године, Азиз Бехич је несрећно постигао аутогол на првој утакмици против Француске, чиме је Аустралија поражена са 2:1.

### Голови за репрезентацију
Голови Бехича у дресу са државним грбом
| #  | Датум               | Противник      | Резултат | Такмичење   |
| -- | ------------------- | -------------- | -------- | ----------- |
| 1. | 12. септембар 2012. | Кинески Тајпеј | 8:0      | Пријатељска |
| 2. | 12. септембар 2012. | Кинески Тајпеј | 8:0      | Пријатељска |